# コウヤコケシノブ
コウヤコケシノブ Hymenophyllum barbatum (v. d. B.) はコケシノブ科に属するシダ植物の1つ。薄くて比較的幅広い葉の縁に鋸歯がある。

## 特徴
着生植物で常緑性の小型のシダ。根茎は細くて長く、針金状。淡褐色の毛が少し生える。葉身は全体としては長楕円形で暗緑色を呈し、長さは4-8cm、幅は1-3cm。ただしこれは日本のものである。琉球列島での記載では葉柄の長さ2-5cm、葉身は長さ6-12cmとなっている。
葉柄は細い糸状で葉身より短い。葉身は2-3回羽状複葉で、羽片や小羽軸には幅広い翼があり、それらはあちこちで繋がっており、また互いに重なることもある。葉の縁には不規則な鋸歯がある。葉裏では軸上に多細胞で淡褐色の毛があり、これは落ちない。なお葉身の先端が長く伸び出す例がしばしば見られる。
胞子嚢群は葉の先端近くに多くあり、裂片の先端に一つずつ生じる。胞子嚢群は腹背側に位置する2枚の包膜に挟まれる。包膜は基部まで裂けており、先端の縁には鋸歯がある。
和名は和歌山県の高野山にちなみ、ここが最初の発見地であるが、特にこの地を記する必要がないほどの普通種である。

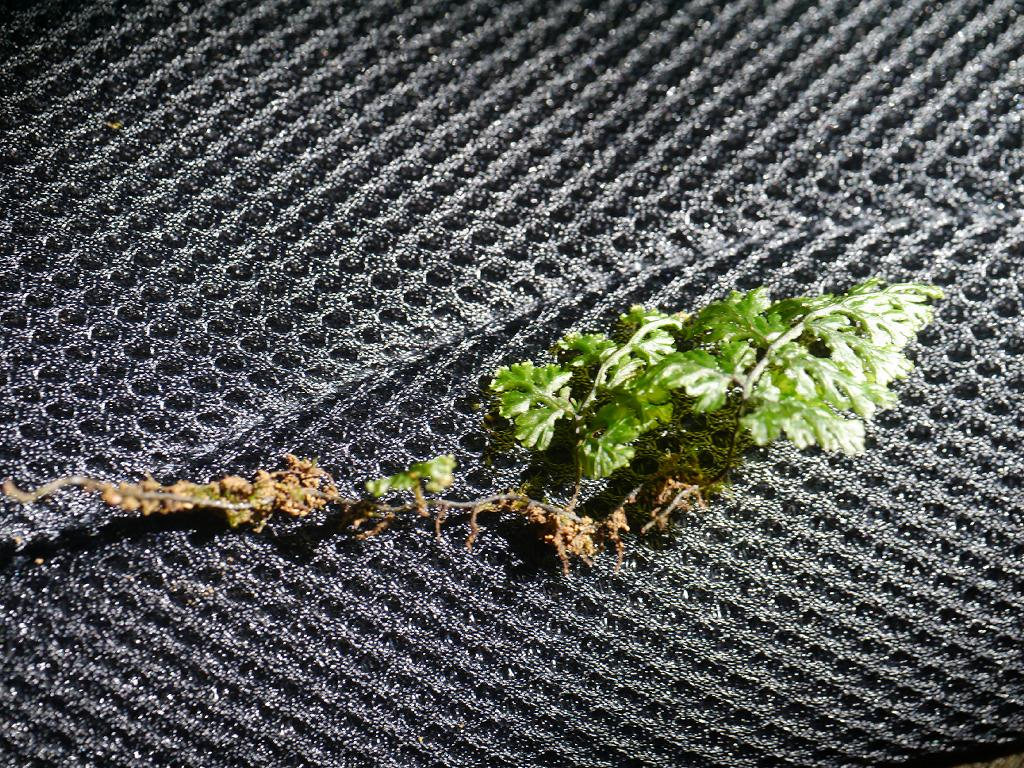
根茎と葉
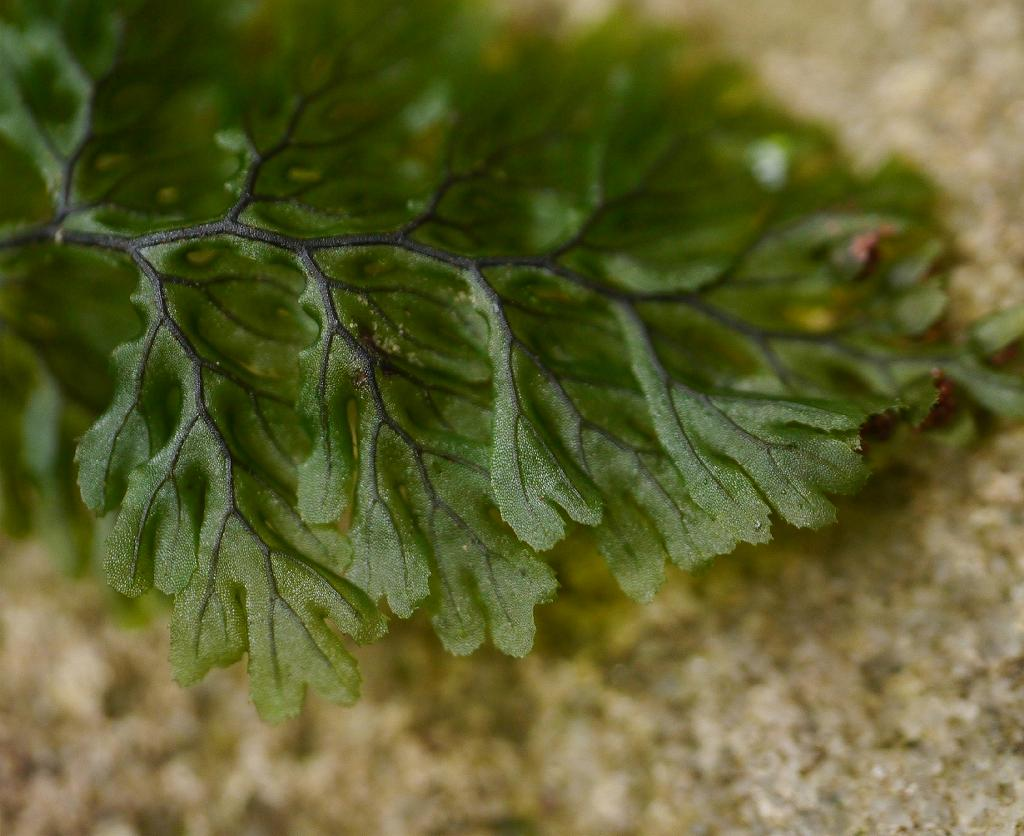
葉の表面
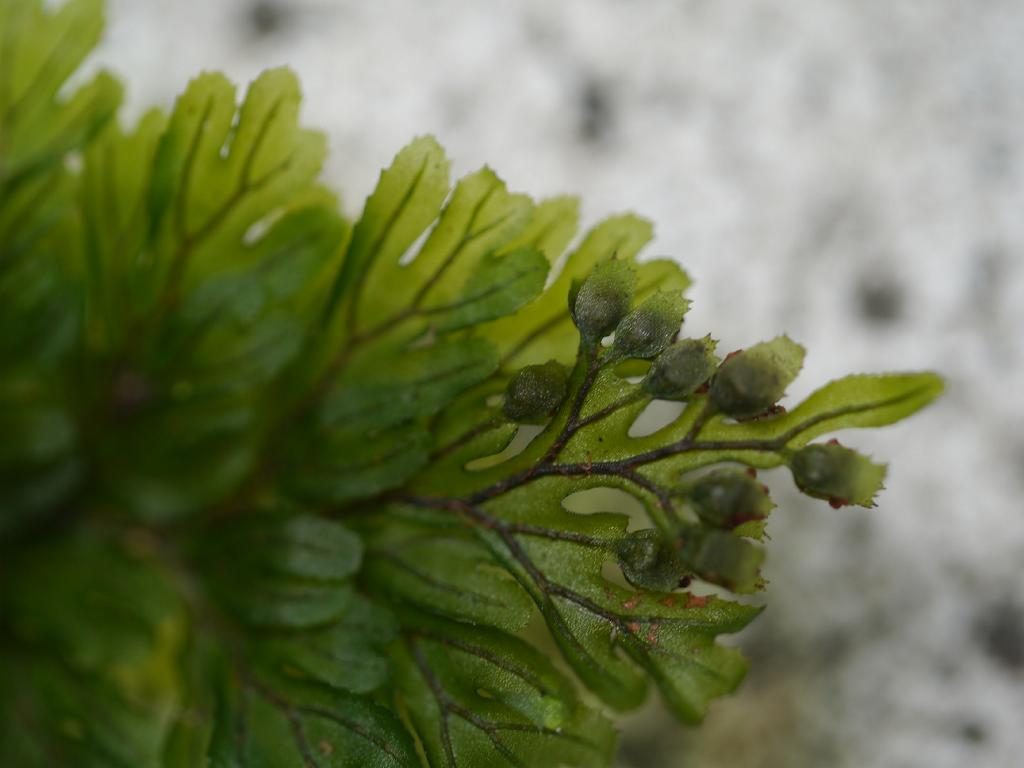
葉の裏面
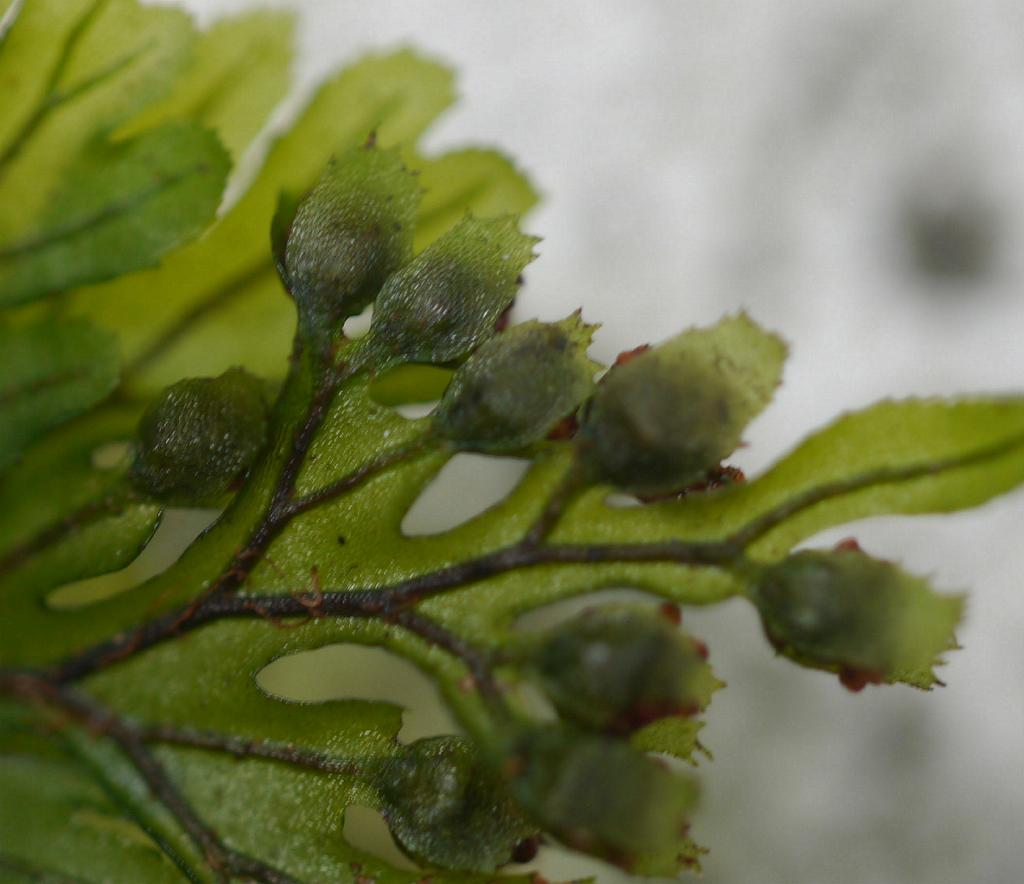
胞子嚢群と脈上の毛

## 分布と生育環境

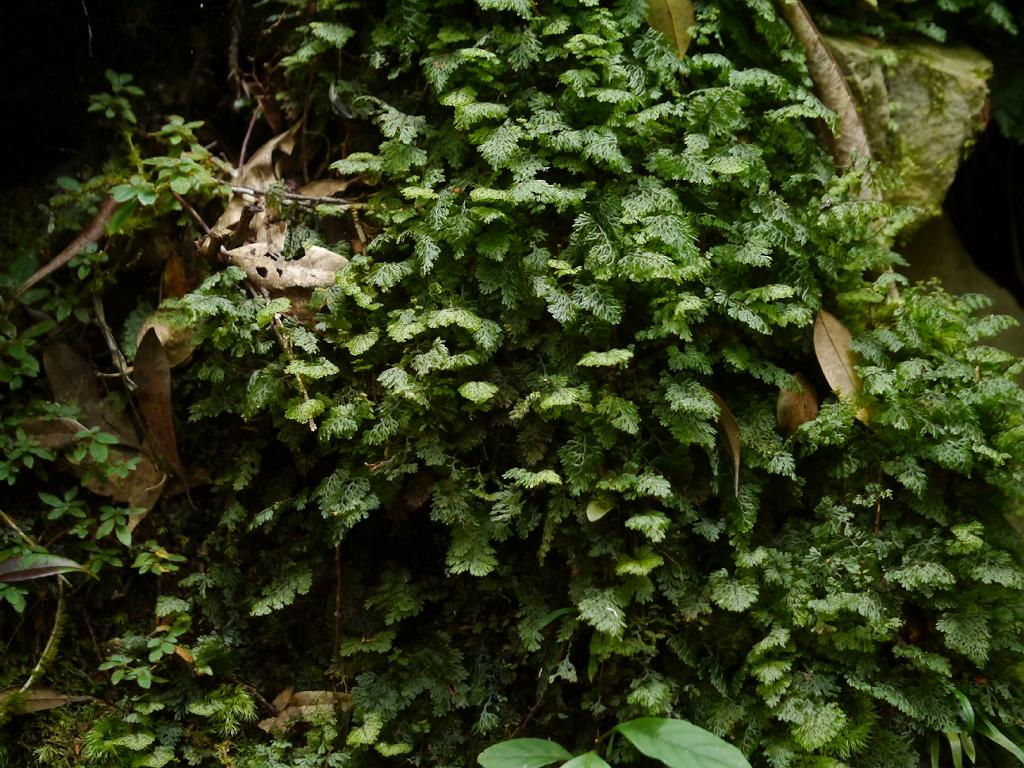
群落の様子

青森県（秋田県寄り）以南の本州、四国、九州、琉球列島に産する。国外ではヒマラヤ、中国から朝鮮半島、台湾、東南アジアにかけて分布する。
岩の上や樹幹に着生して生育するが、時に地面にも生える。湿った環境に多く見られるが、比較的乾燥したところにも出現する。この類の中ではありふれた種である。

## 分類など
日本産の同属とは異なる特徴があり、コウヤコケシノブ亜属とする。独立属としてコウヤコケシノブ属 Hymenophyllum を認める判断もある。他種との区別点としては葉の縁医に鋸歯があることがあげられる。コケシノブで鋸歯があるのは日本では本種だけとされたことがあるが、ヒメチヂレコケシノブ H. denticulatum にも鋸歯がある。ただしこの種は日本では石垣島だけに知られる。形態的にはキヨスミコケシノブ H. oligosorum も似ているが数は少ない。鋸歯がないので区別は容易である。
世界的には変異が大きく、細分される可能性がある。極端なものでは台湾で葉の長さ25cm、幅2cmに達するものが知られている。